# Wolfgang Händler
Wolfgang Händler (11 de dezembro de 1920 em Potsdam - 19 de fevereiro de 1998) foi um matemático alemão, cientista da computação pioneiro e professor da Leibniz University Hannover (Lehrstuhl für elektronische Rechenanlagen) e da Universidade de Erlangen – Nuremberg (Institut für Mathematische Maschinen und Datenverarbeitung, Instituto de máquinas matemáticas e processamento de dados) conhecido por seu trabalhar em teoria de autômatos, computação paralela, inteligência artificial, interfaces homem-máquina e computação gráfica.